# Хацу-мия-маири
Хацу-мия-маири (яп. 初宮参り, «Первое посещение храма») или мия-маири (яп. 宮参り), или о-мия-маири (яп. お宮参り) — синтоистский ритуал для младенцев, в ходе которого их приносят в храм и «представляют» богу-покровителю этого храма. Примерный смысл хацу-мия-маири такой же, как и у крещения в тех христианских конфессиях, где принято крещение младенцев: обеспечить ребёнку божественную защиту, ввести в общину прихожан храма и в общество в целом. Ритуал был важным этапом в жизни младенца ещё и потому, что после хацу-мия-маири семья не могла убить его: хотя инфантицид среди японцев, в особенности крестьян, был распространён, убийство ненужного ребёнка допускалось только до представления богам.

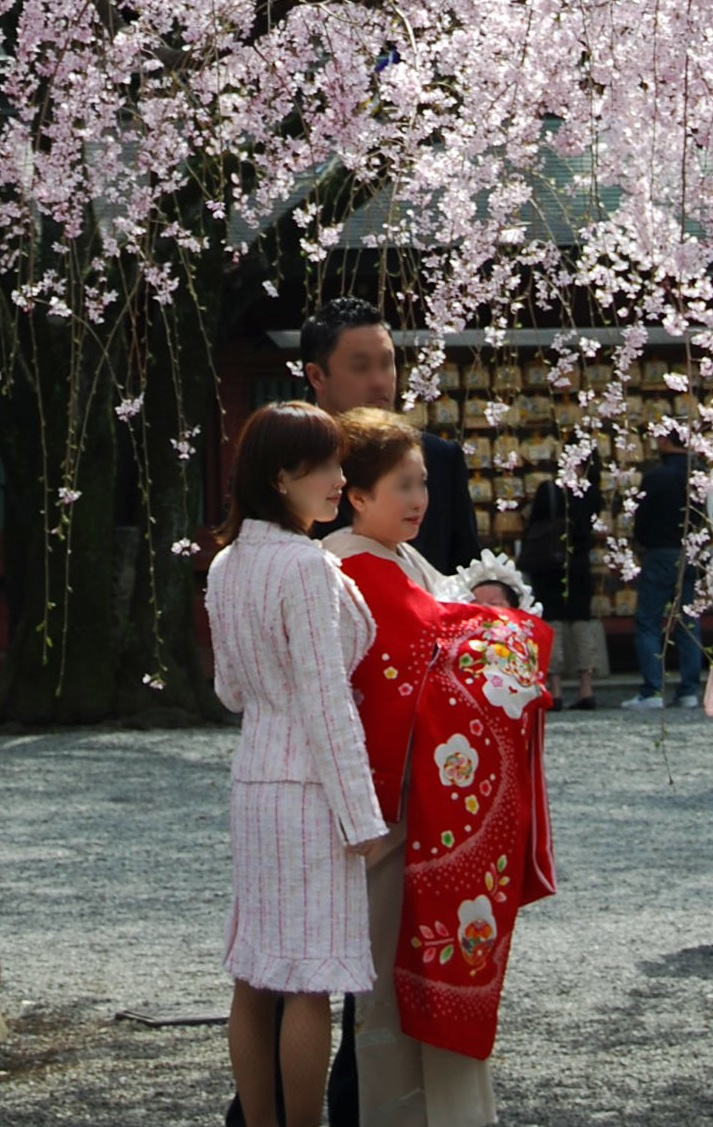
Японская семья принесла маленькую дочку на церемонию хацу-мия-маири. Храм Окунитама, город Футю, 2008 год

Хацу-мия-маири исторически проводился на 32-й день после рождения для мальчиков и на 33-й — для девочек, что было связано с представлениями о ритуальной нечистоте, присущей младенцам после родов. Точное число дней в разных местностях могло отличаться, но для девочек период нечистоты всегда был больше. Специально для ритуала бабушка и дедушка ребёнка со стороны матери дарили ему праздничную одежду, причём нижнее кимоно должно было быть белого цвета (белый в Японии символизирует смерть и лиминальность, в белую одежду обычно одевали мертвецов и невест). Подаренная одежда была первой одеждой ребёнка: до этого его заворачивали в тряпки.
В храм ребёнка несла бабушка со стороны отца, это символизировало принадлежность новорождённого к отцовской семье (по другим источникам — потому что мать ребёнка всё ещё считалась нечистой). Нередко в храме младенца специально заставляли плакать: считалось, что так бог-покровитель уж точно заметит «новенького». Если же ребёнка по какой-то причине нельзя было принести в храм, то допускалось отнести туда пояс младенческого кимоно и прочесть над ним оберегающие молитвы: по представлениям японцев, в одежде человека оставалась часть его души. Особенно это относилось к поясу, так как он касался живота — именно там помещалась душа.
В настоящее время ритуал претерпел некоторые изменения. Теперь он может проводиться в любое время между 30-ю и 100 днями от рождения ребёнка, специальный детский костюмчик необязательно получать в подарок от родителей матери (можно взять его напрокат), и бабушке со стороны отца необязательно нести ребёнка в храм, это может делать сама мать младенца. Хацу-мия-маири чаще всего проводится в воскресенье, так как большинство современных японцев в этот день не работает и имеет свободное время. Церемония платная, поскольку в Японии запрещена государственная финансовая поддержка религиозных учреждений. В первое десятилетие XXI века церемония стоила примерно (в пересчёте на доллары США) 100 долларов или больше, в зависимости от того, обслуживает ли священник одну семью с младенцем или сразу целую группу: групповая церемония стоит дешевле. Семья с младенцем (или группа семей) садится перед алтарём. Священник помещается между алтарём и семьёй и берёт тамагуси — украшенную для церемонии ветку клейеры японской, которая считается священным деревом. Помахивая этой веткой, священник читает молитвы, благодарит богов за рождение ребёнка, просит обеспечить ему здоровье и счастье, называет имя младенца и день его рождения. Одна из мико, храмовых служительниц, в это время танцует специальный танец и благословляет ребёнка, очищая его тем самым от предполагаемой нечистоты. Родители встают и подносят ребёнка к алтарю, кланяясь ему. После церемонии взрослым членам семьи могут предложить саке в красной деревянной чашке.